# Paradoxo de Hilbert-Bernays
O Paradoxo de Hilbert-Bernays é um paradoxo notável pertencente à família dos paradoxos de referência (como o Paradoxo de Berry). Foi assim denominado em homenagem a David Hilbert e Paul Bernays.

## História
O paradoxo apareceu nos volumes de Hilbert e Berneys (Grundlagen der Mathematik) e foi usado por eles para mostrar que uma teoria consistente e suficientemente forte não pode conter seu próprio funtor de referência. Embora tenha sido bastante ignorado ao longo do século 20, foi recentemente redescoberto e apreciado pela distinta dificuldade que apresenta.

## Formulação
A propriedade da semântica da verdade é demonstrada no seguinte esquema simples:
     (T) A sentença ' P ' é verdade se e somente se P
     (onde usamos aspas simples para se referir à expressão linguística entre as aspas), a propriedade semântica de referência parece ser governada pela esquema ingênuo:
     (R) Se a existe, o referente do nome ' a ' é idêntico a a
Considere, entretanto, um nome h para números (naturais) satisfazendo:
      (H) h é idêntico a '(o referente de h)+1'
Suponha que, para algum número n:
       (1) O referente de h é idêntico a n
Então, certamente, o referente de h existe, e assim faz (o referente h) +1. Por (R), segue-se que:
       (2) O referente de '(o referente h)+ 1' é idêntico  a (o referente h)+1
e assim, por (H) e o princípio da identidade dos indiscerníveis, é o caso que:
      (3) O referente de h é idêntico a (o referente h)+ 1
 Mas, novamente por identidade dos indiscerníveis,  (1) e (3) temos que:
       (4) O referente de h é idêntico a n+1
e, por transitividade da identidade, (1) em conjunto com (4) temos que:
      (5) n é idêntico a n + 1
Mas (5) é um absurdo, uma vez que nenhum número é idêntico ao seu sucessor.

## Soluções
Uma vez que toda teoria suficientemente forte terá de aceitar algo como (H), o absurdo só pode ser evitado ao rejeitar o princípio da referência ingênuo (R) ou rejeitando a lógica clássica (o que valida o raciocínio a partir de (R) e (H) ao absurdo). Na primeira abordagem, normalmente o que se diz sobre o paradoxo do mentiroso transporta mais suavemente para o paradoxo de Hilbert-Bernays. O paradoxo apresenta diferentes dificuldades para muitas soluções que buscam a segunda abordagem. Por exemplo, soluções para o paradoxo do mentiroso que rejeitam a lei do terceiro excluído (que não é utilizada pelo paradoxo  de Hilbert-Bernays) negaram que não existe tal coisa como o referente h, soluções para o paradoxo do mentiroso que rejeitam a lei da não-contradição (que não é usada pelo paradoxo de Hilbert-Bernays) alegaram que h refere-se a mais de um objeto.